# Becample de Hose
El becample de Hose (Calyptomena hosii) és una espècie d'ocell de la família dels caliptomènids (Calyptomenidae) que habita irregularment els boscos de les muntanyes del nord de Borneo.